# Хамид Раджа Салах ат-Тикрити
Хамид Раджа Салах ат-Тикрити или Хамид Раджа Шалах (араб. حامد رجا شلاح التكريتي‎; род. 1950) — иракский военный деятель, последний командующий ВВС Ирака в годы режима Саддама Хусейна.

## Биография
Хамид Раджа Шалах родился в Байджи, в провинции Салах эд-Дин.
В годы ирано-иракской войны Хамид Раджа Салах командовал авиабазами, в том числе авиабазой в североиракском городе Киркук. В середине 1990-х гг. он был повышен до звания генерал-лейтенанта, и назначен командующим военно-воздушными силами страны.
После свержения в апреле 2003 года режима Саддама Хусейна он попытался скрыться, но был арестован 14 июня американскими войсками. В колоде самых разыскиваемых иракцев Хамид находился под номером 17 (в виде пиковой десятки).